# Raja polystigma
Raja polystigma е вид акула от семейство Морски лисици (Rajidae). Видът е почти застрашен от изчезване.

## Разпространение и местообитание
Разпространен е в Алжир, Испания, Италия (Сардиния и Сицилия), Мароко, Тунис и Франция (Корсика).
Обитава крайбрежията на морета. Среща се на дълбочина от 100 до 400 m.

## Описание
На дължина достигат до 60 cm.
Популацията на вида е стабилна.